# Abacetus aeneus
Abacetus aeneus là một loài bọ chân chạy thuộc phân họ Pterostichinae. Loài này được nhà côn trùng học nổi tiếng người Pháp Pierre François Marie Auguste Dejean mô tả lần đầu năm 1828 và được tìm thấy ở Ai Cập và Síp.